# Dionisio Lapa
Dionisio Broxado Lapa Filho (Teresina, 27 de dezembro de 1952) é um médico e político aposentado brasileiro. Nascido no Piauí, fez carreira política no estado do Ceará sendo deputado estadual e prefeito de Maracanaú. Atuou na área da ginecologia e absteria. Em 2010 foi preso por realizar abortos.

## Formação e carreira
Nascido em Tereseina, o piauiense foi estudar medicina em Paraíba. Formou-se pela Universidade Federal da Paraíba em 1976. Veio para Fortaleza se especializar em ginecologia e absteria pela Maternidade Assis Chateaubrian em 1977. Dionísio foi casado com a, também piauiense, Maria Elizabeth Rosado Lapa, conhecida como Dra. Beth, atual vereadora de Maracanaú. Com ela teve 3 filhos e, em 1996, fundou o a Associação Beneficente Médica da Pajuçara, também chamado de Hospital Dr. Dionísio. Em 1983 a 1985 foi o Secretário da Saúde de Maracanaú. Foi eleito como vice de Antônio Viana (Vianinha) em 1993. Assumiu a prefeitura em 1995, quando o seu antecessor renunciou. Filiado ao Partido da Social-Democracia Brasileira (PSDB) concorreu nas eleições de 1998 para deputado estadual. Ganhou com mais de 43 mil votos. Tento reeleição em 2002, porém perdeu a disputa eleitoral daquele ano.

## Crimes e casos na Justiça
Dr. Dioniso, em novembro de 2010, foi preso da na Operação Exterminador do Futuro, operação que desarticulava uma rede clandestina de abortos. A operação foi realizada pelo Ministério Público do Ceará com a ajuda da Polícia Civil. Os abortos eram realizados na clínica particular do político no Bairro de Fátima (Fortaleza) e no Associação Beneficente e Médica de Pajuçara (AMBEP). Era cobrado mais de 2 mil reais para o procedimento abortivo. Ao todo, dez mulheres pagaram o procedimento clandestino. A denúncia foi feita pelo Movimento Pró Vida da cidade. Além do ex-prefeito, mais cinco foram presos.
Em 2014, os seis envolvidos na rede clandestina de Aborto foram a júri popular. A juíza Daniela Pontes de Arruda, considera que Dionisio Lapa tenha feito os procedimentos pessoalmente. Em 2017 a justiça manteve a decisão de levar a caso a júri popular.